# Röjar-Ralf kraschar internet
Röjar-Ralf kraschar internet (på engelska: Ralph Breaks the Internet) är en amerikansk 3D-datoranimerad komedifilm från 2018. Filmen är producerad av Walt Disney Animation Studios och distribuerad av Walt Disney Pictures och är den 57:e animerade filmen i serien Walt Disney Animated Classics. Det är uppföljaren till Röjar-Ralf från 2012. Det regisseras av Rich Moore och Phil Johnston, skriven av Johnston och Pamela Ribon, och med John Lasseter, Chris Williams och Jennifer Lee som exekutiva producenter. Filmens röster görs på engelska av John C. Reilly, Sarah Silverman, Jack McBrayer, Jane Lynch, Ed O'Neill, Alan Tudyk. Gal Gadot, Taraji P. Henson och Alfred Molina.
Röjar-Ralf kraschar internet hade sin världspremiär på El Capitan Theater i Los Angeles den 5 november 2018 och bred premiär i USA den 21 november 2018 samt i Sverige den 1 februari 2019. Filmen fick mestadels positiva recensioner av recensenter, som berömde dess animering, karaktärer och berättelse.
På Oscarsgalan 2019 nominerades filmen för Bästa animerade film, precis som Röjar-Ralf, men förlorade mot Spider-Man: Into the Spider-Verse.

## Handling
Sex år har gått sedan händelserna i den första filmen, och videospelskurken Röjar-Ralf och den unga racerföraren Vanilja von Sockertopp har varit bästa vänner och hängt ihop varenda dag sedan dess. När Vanilja börjar ha tråkigt i sitt videospel Sockerkick eftersom hon kan alla vägar på spelets racerbana bestämmer sig Ralf för att försöka göra en ny väg, men det leder till att spelets ratt går sönder. En spelare upptäcker att en Sockerkick-ratt säljs på eBay, men eftersom spelhallens ägare herr Litwak inte har råd att köpa ratten kopplar han ur Sockerkick.
Via Wi-Fi-kontakten som herr Litwak hade satt i nyligen beger sig Ralf och Vanilja till internets värld för att själva skaffa sig Sockerkick-ratten. De vinner budgivningen på ratten men de märker att de inte har råd att betala för den, deras budgivning blev nämligen 27 001 dollar, och om de inte betalar inom 24 timmar kommer deras budgivning gå ut. Ralf och Vanilja får ett tips av försäljaren Spamley om att sticka till racingspelet Slaughter Race och stjäla den tuffa racerföraren Shanks bil, som är värd 40 000 dollar.
När Shank vägrar ge Ralf och Vanilja sin bil tipsar hon dem om att sticka till videosidan BuzzzTube som leds av Jaaa. Ralf och Jaaa börjar göra roliga videoklipp som Ralf är med i och pengarna börjar genast strömma in. När Vanilja sticker för att själv tipsa några människor att kolla på Ralfs roliga videoklipp hamnar hon på hemsidan Oh My Disney där hon träffar och genast blir vän med alla Disneyprinsessorna. Vanilja börjar även undra om hon verkligen har lust att återvända till Sockerkick.